# Ernesto Bertarelli

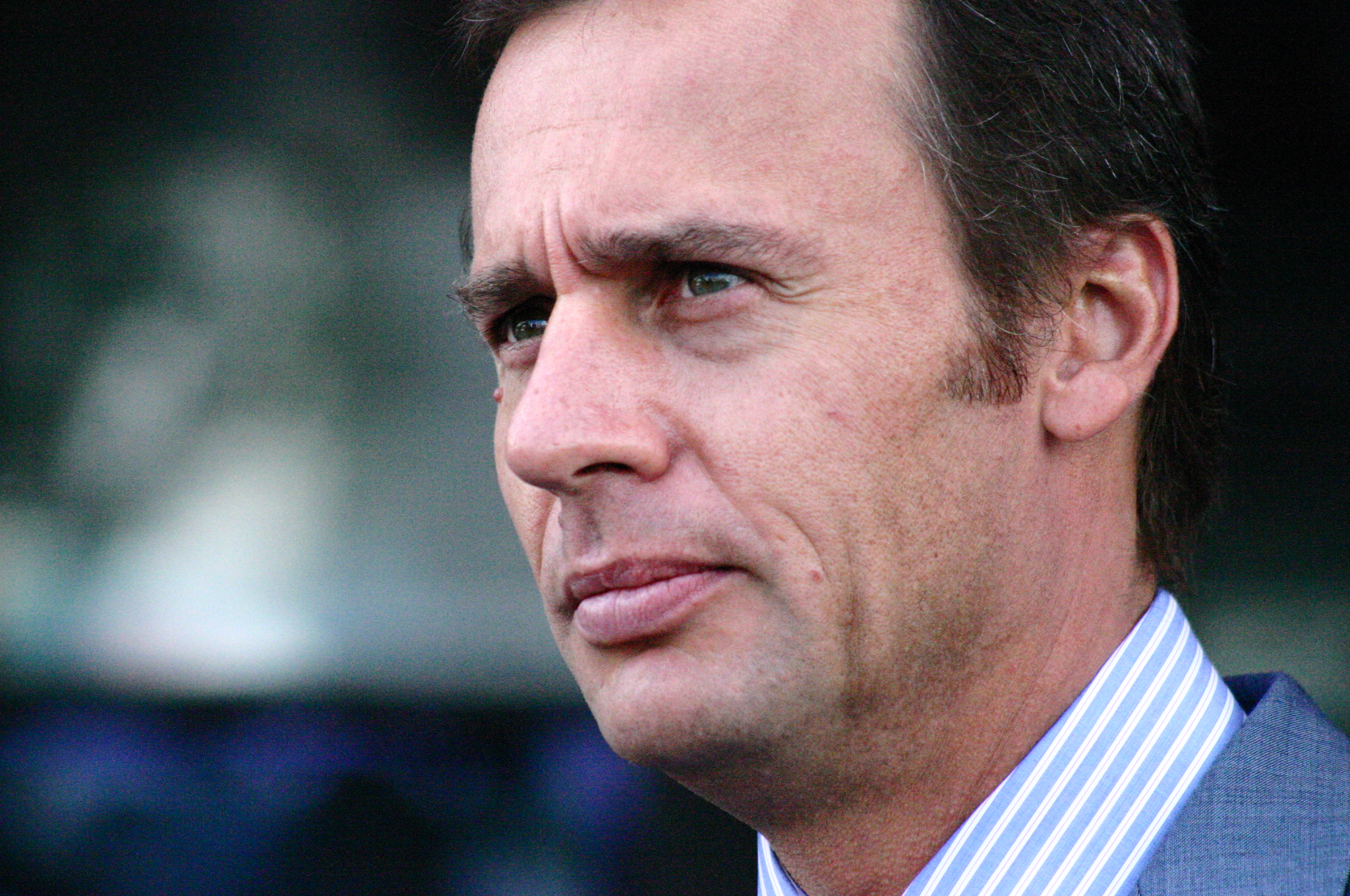
Ernesto Bertarelli

Ernesto Silvio Maurizio Bertarelli (* 22. September 1965 in Rom) ist ein italienisch-schweizerischer Unternehmer und Milliardär. Nach dem Tode seines Vaters 1998 erbte er zusammen mit seiner Schwester Dona dessen Unternehmen. Er war zusammen mit seiner Familie ehemaliger Mehrheitsaktionär, CEO und Präsident des Verwaltungsrates von Serono S.A., dem weltweit drittgrössten Biotech-Unternehmen, das seit Januar 2007 zur Merck KGaA gehört; der Übernahmepreis betrug rund 16 Milliarden Schweizer Franken, umgerechnet zirka 13 Milliarden Euro.
Bertarelli wurde 2003 zum Ritter der französischen Ehrenlegion ernannt.

## Leben
Bertarelli ist italienischer Herkunft, erhielt im Alter von 24 Jahren die Schweizer Staatsbürgerschaft und ist in Coinsins VD heimatberechtigt. Er besuchte unter anderem das Babson College in Boston und die Harvard Business School, wo er seinen MBA erhielt. Er lebte bis November 2007 in Genf und seitdem in Gstaad im Kanton Bern, Schweiz. Bertarelli war von 2000 bis 2021 mit der britisch-schweizerischen Sängerin und Songwriterin sowie ehemaligen Miss United Kingdom Kirsty Bertarelli verheiratet, mit der er drei Kinder hat.

## Vermögen
Laut dem Wirtschaftsmagazin Bilanz war er 2004 mit zirka 9 bis 10 Milliarden CHF Vermögen die viertreichste in der Schweiz wohnhafte Person. Bis 2018 ist sein geschätztes Vermögen auf 13 bis 14 Milliarden CHF angestiegen. Unter den 300 Reichsten der Schweiz belegte er somit den 7. Platz. Die Familie Bertarelli ist die reichste Familie im Kanton Bern (Stand 2020).
Auf der Forbes-Liste 2016 wird das Vermögen von Ernesto Bertarelli mit ca. 8,6 Milliarden US-Dollar angegeben. Damit ist er der reichste Schweizer (Stand März 2016).
Auf der Forbes-Liste der reichsten Menschen der Welt belegt er Platz 129.
Laut dem Bloomberg Billionaires Index belegte er mit Stand 19. Mai 2021 und einem geschätzten Vermögen von 20,5 Milliarden US-Dollar den 93. Platz auf der Rangliste der reichsten Menschen der Welt.

## Lebensstil

### Der Segler
Segelbegeistert seit seiner frühesten Kindheit, hat Bertarelli an manchen Wettkämpfen sowohl auf See als auch auf dem Genfersee teilgenommen. Er wuchs mit dem Traum auf, am America’s Cup teilzunehmen und diesen zu gewinnen. Er erreichte sein Ziel im Jahr 2003 und wiederholte diesen Erfolg im Jahr 2007 – er segelte als Navigator auf der Alinghi in allen Rennen mit.
1998 gewann er den Sardinia Cup, fünfmal den Bol d’Or in den Jahren 1997, 2000, 2001, 2002 und 2003 und beendete das Fastnet Race 1999 als Dritter. Er gewann 2001 die 12M-Weltmeisterschaften und den Swedish Match Cup 2002 in Marstrand als Crewmitglied sowie die Farr-40-Weltmeisterschaften 2001 als Steuermann.
1999 baute er mit der Alinghi IV einen der schnellsten und eigenwilligsten Katamarane für Binnengewässer.
Auch seine Schwester Dona ist begeisterte Seglerin. Sie besitzt den Maxi Trimaran Spindrift 2 der mehrfach das Fastnet Race gewann. Mit Spindrift 2 versuchte Dona Bertarelli, den Rekord für Segelboote um die Welt zu verbessern, was knapp scheiterte.

### Klimaeinfluss
Eine wissenschaftliche Studie zum Treibhausgasausstoß von Multimilliardären kam zum Ergebnis, dass Bertarelli im Jahr 2018 durch seinen Lebensstil (inkl. Wohnsituation, Yachtreisen, Reisen im Privatjet) mehr als 10.000 Tonnen CO2e freisetzte. Das war die fünfthöchste in der Studie festgestellte Menge unter allen 20 untersuchten Milliardären.